# Step Back in Time
A Step Back in Time című dal az ausztrál énekesnő-dalszerző Kylie Minogue második kimásolt kislemeze harmadik Rhythm of Love című stúdióalbumáról. A dal 1990. október 22-én jelent meg a PWL és Mushroom kiadóknál CD kislemezen, valamint kazetta single-n, 7 és 12-es bakelit lemezeken. A dalt Mike Stock, Matt Aitken, és Pete Waterman írta, hangszerelte, és készítette, melyet Londonban rögzítettek. Zeneileg egy diszkó dal, amely szövegében a 70-es évek kultúrája előtt tiszteleg. 
A "Step Back in Time" általában pozitív kritikákat kapott a zenekritikusoktól. Néhányan a dalt Minogue legjobb munkái közé választották, és sokan dicsérték a háttérzenét, és a produkciót. Kereskedelmi szempontból egyedülálló sikerekeet ért el olyan régiókban, mint Ausztrália, vagy az Egyesült Királyság, Spanyolország, Finnország, és Írország. Top 40-es helyezést ért el Franciaországban, Új-Zélandon, és Svájcban. 
A dalhoz készült klipet Nick Egan képzőművész rendezte, amely a 70-es évek kultúrája és alakjai előtt tiszteleg. A dalt Minogue hét koncertturnéján adta elő, a legutóbbi a 2019-es nyári turné volt. Megjelenése óta a "Step Back in Time"-t számos médiában felhasználták, beleértve a 2013-as The World's End című brit komikus sci-fi filmet is.

## Előzmények és összetétel
A "Step Back in Time" című dal hangszerelését, és produceri munkáit Mike Stock, Matt Aitken, és Pete Waterman közös néven a Stock Aitken Waterman készítette. A felvételt Londonban rögzítették, és ugyancsak itt került rögzítésre a hangszerelés is, beleértve a billentyűs hangszereket, dobokat, trombitákat, és gitárokat. Stock büszke volt a dalra, azonban úgy érezte, hogy a lírai koncepciót nem használták ki teljes mértékben az idő szűkössége miatt. 
A dalt Phil Harding és Ian Curnow már a felvételi folyamat elején keverte, miután Pete Waterman úgy döntött, hogy megfelel Kylie igényeinek, egy újabb és sokkal inkább táncolhatóbbá tette a dal hangzását, és fokozta a keverés kreatív szerepvállalását. Ez némi súrlódást okozott, Matt Aitken és Mike Stock is elégedetlenségüknek adott hangot a végeredmény elemeivel kapcsolatban, Stock pedig különösen elégedetlen volt a basszushanggal.
Miután Minogue zenei adaptációját a mainstream tánc- és diszkózenéhez hasonlították, különösen az előző Better the Devil You Know című dallal kísérletezve a "Step Back in Time" diszkódalként lett megkomponálva, mely a 70-es évek kultúrája, és hangzása előtt tiszteleg. Minogue hivatalos honlapja szerint a líraí tartalom "tisztelegni kezdett a diszkókorszak klasszikus dala és táncmozdulatai előtt". A 1000 UK Number One Hits könyv írója, Jon Kutner a csilingelő popdalnak nevezte a szerzeményt,  és ezt az Allmusic munkatársa, Tim Sendra is megerősítette. Az Universal Music Group által kiadott Music Notes demó kottája szerint a dal e-mollban játszódik, és 126 BPM ütemű. A nyitószekvenciában és az első versszakban az akkordmenete Em-D-G/D-Cm7♭5-C-Bm7-Em-D-C/D-Cm7♭5-C-Bm7-Em-Em9. Minogue énekterjedelme B4 és B5 hangjegyek között terjed ki. Utólag Waterman megjegyezte, hogy a "Step Back in Time" elkészítése és befejezése a vártnál tovább tartott.

## Megjelenés és fogadtatás

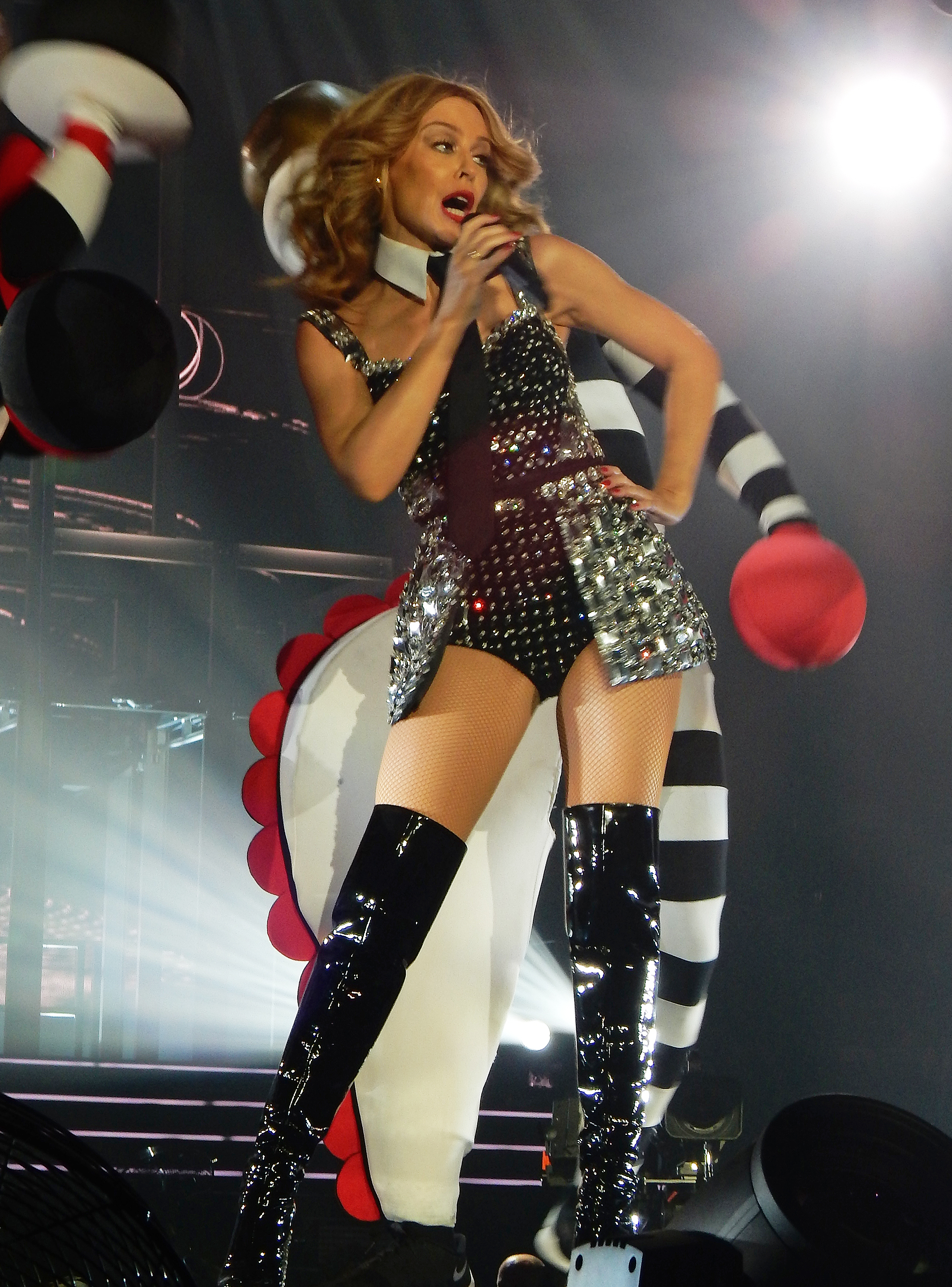
Minogue előadja a "Step Back in Time" című dalt a Kiss Me Once Tour turnén 2014-15-ben.

Eredetileg a dalt a What Do I Have to Do és a Better the Devil You Know után akarták kiadni, de a PWL vezetői elvetették az ötletet és a "Step Back in Time"-ra esett a választás. A dalt az album második kislemezeként adták ki 1990. október 22-én a PWL és Mushroom kiadók. Egy 12 inches bakelit lemezen és egy 7 inches kislemezen jelent meg a dal világszerte, és a 12-es bakelit tartalmazza az eredeti felvétel mellett az instrumentális verziót, valamint a Walkin' Rhythm Mixet. Az Egyesült Királyságban az eredeti felvételt kihagyták erről a lemezről. 1990 novemberében a PWL kiadott egy CD lemezt Japánban, majd ugyanabban az évben világszerte megjelent. Franciaországban egy speciális mini CD került kiadásra, mely tartalmazta az eredeti és hangszeres változat is. Illetve egy kazetta is megjelent Ausztráliában. A PWL Archives részeként 2009-ben egy 10 dalból álló EP jelent meg az iTunes áruházban.
A "Step Back in Time" a legtöbb zenekritikustól pozitív értékelést kapott. A brit író, és zenekritikus Adrian Denning ezt a dalt választotta a "Rhythm of Love" albumról a legjobb szerzeménynek, kijelentve, hogy jobban szereti a népszerűbb "Better the Devil You Know"-val szemben. Denning dicsérte a dalt, még inkább annak elkészítését, és az aláfestő zenét. Hasonlóképpen vélekedett Nick Levine is a Digital Spy-tól, és elmondta, hogy az albumról az egyik legjobb dal.  Chris True az Allmusic-tól, aki Minogue életrajzát is szerkesztette, Minogue legjobb munkái közé választotta. Azonban a kislemez külön kritikájában True az öt csillagból csupán kettőt ítélt a kislemeznek.
Cameron Adams a Herald Sun-tól a 17. helyre sorolta az énekesnő legjobb dalait tartalmazó listáján az énekesnő 50. születésnapja alkalmából, majd ezt írta: a "Step Back in Time" megfordítja a forgatókönyvet, és a zene szeretetéről szól. 'Remember the old days/Remember the O’Jays'. Kylie olyan embereknek énekelt, akik nem voltak elég idősak ahhoz, hogy emlékezzenek az O'Jayekre. Kylie maga nem volt elég idő ehhez, hogy emlékezzen az O'Jay-ekre. De ez egy ragyogó tisztelgés a diszkóhimnusz előtt, ahol a Motown találkozik a HiNRG stílussal, és a Studio 54-el, mely valóban lehet, hogy egymaga lefektette az utat "Disco Kylie" számára, ami a mai napig pályafutása próbaköve. Olive Pometsey a GQ-tól úgy ítélte meg, hogy ez egy 3 perc 7 másodperces ízelítő volt abból, hogy milyen lehetett volna a Studio 54, ha az ABBA törzsvendég lett volna. 2020-ban Alexis Petridis a The Guardian brit napilap munkatársa a 19. helyre sorolta a dalt "Kylie 30 legjobb kislemeze" listáján, hozzátéve, hogy "teljes öröm volt". 2023-ban Robert Moran a The Sydney Morning Herald napilap munkatársa a dalt Minogue 106. legjobb dala közé sorolta a 183-ból, hozzátéva, hogy bár a dal nem nyűgözte le, "a hiphop produkció, amely Kylie számára még mindig újszerű, megmenti őt".

## Kereskedelmi sikerek
Kereskedelmi szempontból egyedülálló sikereket ért el a dal olyan régiókban, mint Ausztrália, az Egyesült Királyság, és Írország. Az ausztrál kislemezlistán a 8. helyen debütált, ami a listahét legmagasabb debütálása volt 1990. december 2-án, majd a következő héten az 5. helyen szerepelt. A kislemez arany minősítést kapott az ARIA által a régióban a 35.000 db eladás végett. A brit UK Singles Chart kislemezlistán a 9. helyen debütált, majd a következő héten a 4. helyen végzett. Három hétig volt Top 10-es helyezett, a Top 100-as listán pedig összesen nyolc hétig tartózkodott. Az ír kislemezlistán a 4. helyet érte el, zsinórban a második kislemeze, amely a "Better the Devil You Know" után szintén ezen a helyen végzett, és összesen hat hétig volt jelen a listán.
Ezeken a régiókon kívül a "Step Back in Time" mérsékelt sikert ért el. Új-Zélandon a 36. helyre került, és a harmadik héten érte el a 21. helyen a csúcsot, de a következő héten már kiesett az első ötven közül.
Svédországban a 19. helyen tetőzött, a következő héten pedig a 20. helyre esett vissza, és mindössze két hétig volt jelen a listán. A belga Flandria régióban a 22. helyen debütált, és a harmadik héten a 11. helyet érte el. Három egymást követő héten maradt ebben a pozícióban, és tíz hétig a Top 100-as listán. A német kislemezlistán tizenöt hétig szerepelt, és a 36. helyig sikerült jutnia. A francia kislemezlistán a 23. helyezett volt a dal. Svájcban a 29., míg a holland Top 40-es listán a 36. helyet sikerült megszereznie.

## Videoklip
A dalhoz tartozó videoklipet Nick Egan képzőművész rendezte Los Angelesben, aki szerint a retro koncepció egyes aspektusait Minogue találta ki. Minogue egyik barátját N'Dea Dayenport énekesnőt alakította a videóban. Ez volt Minogue első videója, amelyet nem Ausztráliában és nem az Egyesült Királyságban forgattak. A brit divattervező, aki Minogue barátja is egyben – William Baker – aki közreműködött Kyle: La La La (2002) című életrajzának írásában, azt írta, hogy Minogue tisztelegni akart a 70-es évek kultúrája és alakjai előtt, mivel szerinte ez volt az a korszak, amely a diszkózenét ünnepelte.  A video azzal kezdődik, hogy Minogue egy 8 sávos kazettát helyez a videóba, és olyan pillanatok következnek, amikor a háttértáncosok táncolnak egy nagy városban. Az intercut jelenetekben Minogue egy kék szobában színes ruhát visel. Minogue, és a táncosok egy piros Cadillacban furikáznak Los Angelesben. A videó során a jelenetek többsége ismétlődik, és Minogue a teljes dalt énekli. Sean Smith brit szerző szerint, aki Minogue karrierjét részletező életrajzot írt, a video Minogue-t táncművészként pozícionálta, de kijelentette, hogy a közvélemény ezzel szemben nem volt meggyőzve, és negatív kommenteket vonzott a klip megjelenésekor.  

## Élő előadások és felhasználások egyéb médiában

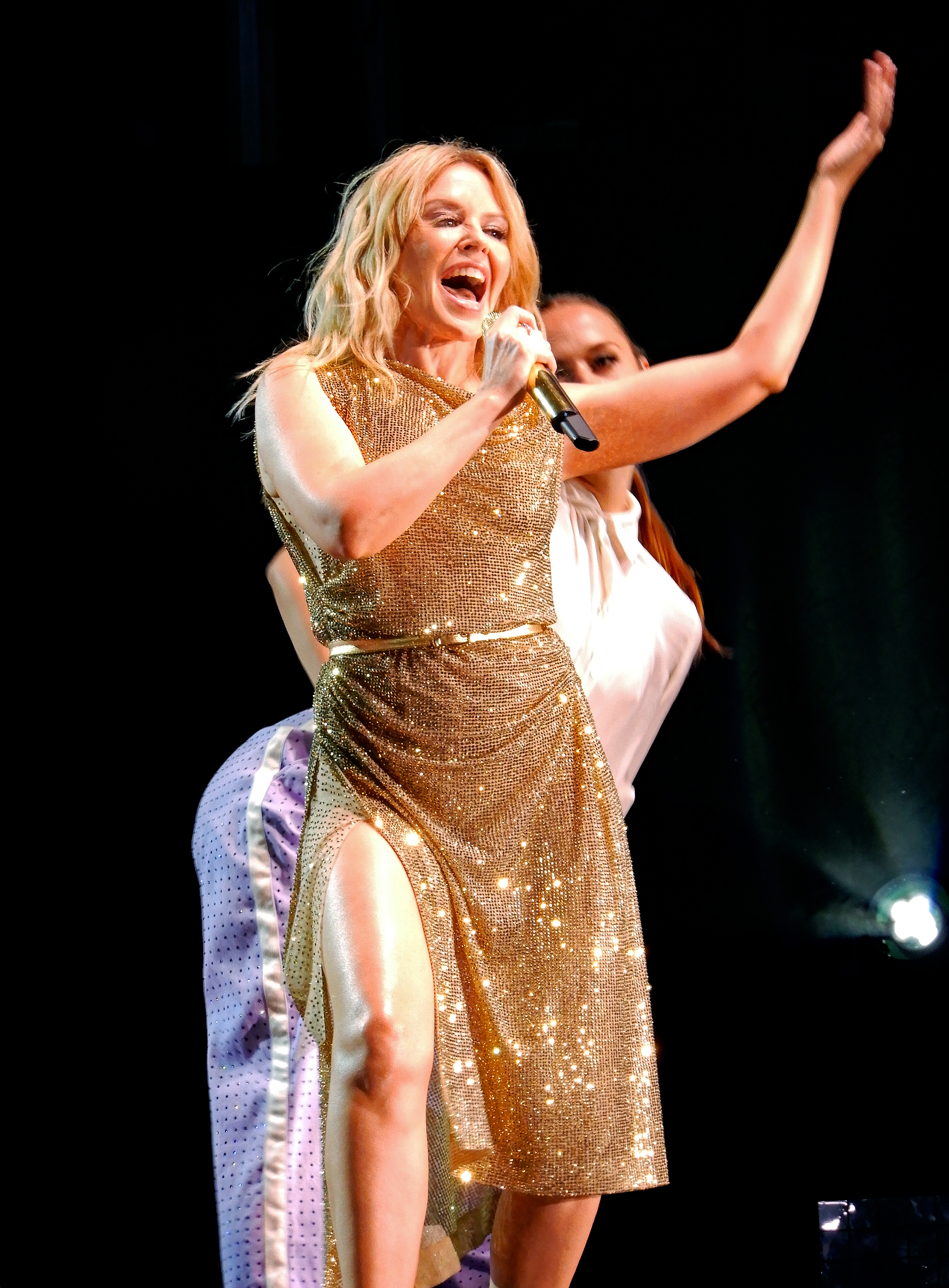
Minogue előadja a "Step Back in Time" című dalt a Summer 2019 turnén.

A "Step Back in Time" című dal több koncerten is elhangzott. A dalt először a Rhythm of Love Tour keretein belül adta elő, ahol ez volt a nyitószám. A "[Let's Get to It Tour" koncertturnén ismét ez volt a nyitódal, valamint az Írországi Dublinban felvett élő felvételen is. Hét évvel később a dal bekerült Minogue 1998-as Intim and Live Show-jába, ahol a harmadik szegmensben adta elő. Legközelebb 2001-ben az On a Night Like This Tour "Hits Medley" szekciójában hangzott el, amely felkerült a showt rögzítő DVD-re is.
A 2005-ös Showgirl: The Greatest  Hits Tour turnén Londonban a dalból egy rövid részletet énekelt a 2000-ben megjelent Spinning Around című dal előadása közben. Ezt az aktust újra megerősítették, és ismét előadták a Showgirl: The Homecoming Tour című showműsor kiterjesztett változatában, amely visszatérés volt a mellrák diagnózis után 2005 májusában. A KylieX2008 turnén a dal a Black Verses White szegmensben jelent meg. A dal elhangzott a 2012-es Queen's Diamond Jubiles koncerten is Londonban. A dal felkerült a 2014-es Kiss Me Once Tour és a 2015-ös nyári turné dallistájára is. A "Step Back in Time" számos válogatásalbumon jelent meg az évek során Minogue vezényletével, köztük a "Greatest Hits (1990), az Ultimate Kylie (2004) a K25: TIme Capsule (2012) és a Step Back in Time: The Definitive Collection (2019) lemezeken.

## Formátumok és számlista
| CD single 1. "Step Back in Time" (Edit) – 3:05 2. "Step Back in Time" (Walkin' Rhythm Mix) – 8:05 3. "Step Back in Time" (Instrumental) – 3:30 12-inch bakelit 1. "Step Back in Time" (Edit) – 3:05 2. "Step Back in Time" (Walkin' Rhythm Mix) – 8:05 3. "Step Back in Time" (Instrumental) – 3:30 UK 12-inch bakelit 1. "Step Back in Time" (Walkin' Rhythm Mix) – 8:05 2. "Step Back in Time" (Instrumental) – 3:30 Kazetta single 1. "Step Back in Time" (Edit) – 3:05 2. "Step Back in Time" (Walkin' Rhythm Mix) – 8:05 3. "Step Back in Time" (Instrumental) – 3:30 | Francia mini CD 1. "Step Back in Time" (Edit) – 3:05 2. "Step Back in Time" (Instrumental) – 3:30 Digital EP 1. "Step Back in Time" – 3:05 2. "Step Back in Time" (Walkin' Rhythm Mix) – 7:58 3. "Step Back in Time" (Harding/Curnow Remix) – 6:45 4. "Step Back in Time" (Tony King Remix) – 7:28 5. "Step Back in Time" (Original 12-inch Mix) – 8:07 6. "Step Back in Time" (7-inch Instrumental) – 3:29 7. "Step Back in Time" (Extended Instrumental) – 4:58 8. "Step Back in Time" (Backing Track) – 3:04 9. "Secrets" (Instrumental) – 4:05 10. "Secrets" (Backing Track) – 4:05 |

## Slágerlista
| Slágerlista (1990–1991)               | Legjobb helyezések |
| ------------------------------------- | ------------------ |
| Ausztrália (ARIA)                     | 5                  |
| Belgium (Ultratop 50 Flanders)        | 11                 |
| Europe (Eurochart Hot 100)            | 12                 |
| Finland (Suomen virallinen lista)     | 4                  |
| Franciaország (Single Top 100)        | 23                 |
| Németország (Media Control Charts)    | 36                 |
| Írország (IRMA)                       | 4                  |
| Hollandia (Top 40)                    | 49                 |
| Hollandia (Single Top 100)            | 36                 |
| Új-Zéland (Recorded Music NZ)         | 21                 |
| Spain (AFYVE)                         | 6                  |
| Svédország (Sverigetopplistan)        | 19                 |
| Svájc (Schweizer Hitparade)           | 29                 |
| Egyesült Királyság (UK Singles Chart) | 4                  |
| UK Dance (Music Week)                 | 40                 |

| Slágerlista (1990) | Helyezések |
| ------------------ | ---------- |
| Australia (ARIA)   | 91         |
| UK Singles (OCC)   | 95         |

## Minősítések
| Régió                                                       | Minősítés | Eladott példányszám |
| ----------------------------------------------------------- | --------- | ------------------- |
| Ausztrália (ARIA)                                           | arany     | 35 000^             |
| ^ Kiszállítási példányszámok kizárólag a minősítés alapján. |           |                     |